# Polistes candidoi
Polistes candidoi är en getingart som beskrevs av Ihering 1903. Polistes candidoi ingår i släktet pappersgetingar, och familjen getingar. Inga underarter finns listade i Catalogue of Life.